# Bootstrap Protocol
A számítógépes hálózatoknál, a Bootstrap Protokoll, vagy BOOTP egy hálózati protokollt jelent, amelyet egy hálózati kliens arra használhat, hogy kapjon egy IP-címet a konfigurációs szervertől. A BOOTP protokollt eredetileg az RFC 951-es szabványban definiálták.
A BOOTP-t általában a rendszer betöltése során használják, amikor a számítógép elindul. Egy BOOTP konfigurációs szerver engedélyez egy IP címet minden kliensnek a közös címkészletből. A BOOTP a User Datagram Protocol (UDP)-t használja üzenetküldésre, de csak az IPv4 hálózatokon.
Történeti szempontból, a BOOTP-t használták Unix-féle lemez nélküli munkaállomásokon is, hogy megkapják a hálózati helyét a boot image-üknek, valamint egy IP címet. Valamint vállalatok is használták, arra, hogy egy előre konfigurált kliens (pl.: Windows) installációt nyújtsanak, újonnan telepített PC-kre.
Eredetileg egy betöltő floppy lemez használatára volt szükség, hogy létre lehessen hozni az első hálózati kapcsolatot, de később a hálózati kártya gyártók beágyazták a protokollt az interfész kártyák BIOS-ába, mint rendszer eszköz, alaplapra szerelt hálózati adapterekkel, amelyek megengedik a közvetlen hálózati indítást.
A közelmúltban, a felhasználók, akik érdekeltek a lemez nélküli önálló PC-s média központok használatában, újra érdeklődést mutattak a Windows operációs rendszer effajta betöltési módszeréhez.
A dinamikus állomáskonfiguráló protokoll (angolul Dynamic Host Configuration Protocol, rövidítve DHCP) egy fejlettebb protokoll, amely ugyanezt a célt szolgálja. Ez a protokoll kiszorította a BOOTP-t a piacról. A legtöbb DHCP szerver BOOTP szerverként is működik.

## Történet
A BOOTP protokollt először az RFC 951-es szabványban definiálták a RARP (Reverse Address Resolution Protocol) helyettesítésére, amely az RFC 903-as szabványban jelent meg 1984 júniusában. Az elsődleges motiváció, amiért a RARP-ot BOOTP-re cserélték le az, hogy a RARP az adatkapcsolati réteg protokollja volt. Ez a megvalósítást bonyolulttá tette sok szerver platformján, és szükséges volt az, hogy a szerver jelen legyen minden egyes IP alhálózaton. A BOOTP által bemutatott újítás az átjátszó volt, amely engedte a BOOTP csomagoknak, hogy a helyi hálózatról legyenek elküldve, szabványos IP útválasztót használva, így a központi BOOTP szerver ki tudta szolgálni az állomásokat az összes alhálózaton.

## Kapcsolódó RFC-k

### BOOTP-vel kapcsolatos RFC-k
A szürkével jelölt RFC-k már elavultak, nem használatosak.
| RFC #    | Cím                                                                          | Dátum  | Elavultsági és frissítési információk                                                               |
| -------- | ---------------------------------------------------------------------------- | ------ | --------------------------------------------------------------------------------------------------- |
| RFC 3942 | Reclassifying Dynamic Host Configuration Protocol version 4 (DHCPv4) Options | Nov-04 | Frissíti az RFC 2132-t                                                                              |
| RFC 2132 | DHCP Options and BOOTP Vendor Extensions                                     | Mar-97 | Elavulttá teszi az RFC 1533-t, Az RFC 3442, RFC 3942, RFC 4361, RFC 4833, RFC 5494 frissíti         |
| RFC 1542 | Clarifications and Extensions for the Bootstrap Protocol                     | Oct-93 | Elavulttá teszi az RFC 1532-t, Frissíti az RFC 951-t                                                |
| RFC 1534 | Interoperation Between DHCP and BOOTP                                        | Oct-93 | |
| RFC 1533 | DHCP Options and BOOTP Vendor Extensions                                     | Oct-93 | Elavulttá teszi az RFC 1497, RFC 1395, RFC 1084, RFC 1048, Elavult az RFC 2132 miatt                |
| RFC 1532 | Clarifications and Extensions for the Bootstrap Protocol                     | Oct-93 | Elavult az RFC 1542 miatt, Frissíti az RFC 951-t                                                    |
| RFC 1497 | BOOTP Vendor Information Extensions                                          | Aug-93 | Elavulttá teszi az RFC 1395, RFC 1084, RFC 1048-t, Elavult az RFC 1533 miatt, Frissíti az RFC 951-t |
| RFC 1395 | BOOTP Vendor Information Extensions                                          | Jan-93 | Elavulttá teszi az RFC 1084, RFC 1048, Elavult az RFC 1497, RFC 1533 miatt, Frissíti az RFC 951-t   |
| RFC 1084 | BOOTP vendor information extensions                                          | Dec-88 | Elavulttá teszi az RFC 1048-t, Elavult az RFC 1395, RFC 1497, RFC 1533 miatt                        |
| RFC 1048 | BOOTP vendor information extensions                                          | Feb-88 | Elavult az RFC 1084, RFC 1395, RFC 1497, RFC 1533 miatt                                             |
| RFC 951  | Bootstrap Protocol                                                           | Sep-85 | Az RFC 1395, RFC 1497, RFC 1532, RFC 1542, RFC 5494 frissíti                                        |